# Salix cyanolimenaea
Salix cyanolimenaea ist ein bis zu 3 Meter hoher Strauch aus der Gattung der Weiden (Salix) mit 2,5 bis 6 Zentimeter langen Blattspreiten. Das natürliche Verbreitungsgebiet der Art liegt in China.

## Beschreibung
Salix cyanolimenaea ist ein bis zu 3 Meter hoher Strauch. Die Zweige sind schwarzgrau bis rötlich schwarz, anfangs filzig und später verkahlend. Die Knospen sind eiförmig und zottig behaart. Die Laubblätter haben einen 1 bis 3 Millimeter langen Blattstiel. Die Blattspreite ist verkehrt-lanzettlich, 2,5 bis 6 Zentimeter lang und 0,5 bis 1 Zentimeter breit, zur Spitze hin drüsig gesägt und nach unten eingerollt, mit einer verschmälerten oder spitzen Basis und einem lang zugespitzten oder spitzen Ende. Die Blattoberseite ist grün und fein behaart, die Unterseite grauweiß und seidig behaart. Es werden acht bis zehn Paare von Seitenadern gebildet.
Die männlichen Blütenstände sind 1,5 bis 2 Zentimeter lange und 3 bis 4 Millimeter durchmessende, beinahe sitzende Kätzchen, die an der Basis zwei oder drei Blättchen tragen. Die Tragblätter sind verkehrt-eiförmig-länglich und an der Basis daunig behaart. Die Blattspitze ist stumpf oder ausgerandet. Männliche Blüten haben eine schmal-längliche, manchmal zweilappige Nektardrüse. Es werden zwei Staubblätter gebildet. Die Staubfäden sind kahl, die Staubbeutel gelb. Weibliche Kätzchen sind 2 bis 2,5 Zentimeter und bei Fruchtreife etwa 2,5 Zentimeter lang. Die Tragblätter sind rundlich. Weibliche Blüten haben eine schmal-längliche Nektardrüse. Der Fruchtknoten ist eiförmig oder eiförmig-zylindrisch, unbehaart und sitzend. Die Narbe ist klein und gelappt. Die Kapselfrüchte sind kurz gestielt, etwa 3 Millimeter lang und kahl. Salix cyanolimenaea blüht im April mit dem Blattaustrieb, die Früchte reifen im Mai.

## Vorkommen
Das natürliche Verbreitungsgebiet liegt in den chinesischen Provinzen Qinghai, Sichuan und Yunnan. Salix cyanolimenaea wächst entlang von Flüssen in Höhen von 2500 bis 3000 Metern.

## Systematik
Salix cyanolimenaea ist eine Art aus der Gattung der Weiden (Salix) in der Familie der Weidengewächse (Salicaceae). Dort wird sie der Sektion Cheilophilae zugeordnet. Sie wurde 1882 von Henry Fletcher Hance im Journal of the Arnold Arboretum erstmals wissenschaftlich beschrieben. Ein Synonyme der Art lautet Salix cheilophila var. cyanolimnea (Hance) C. Y. Yang. In der Flora of China wird die Art abweichend von der Erstbeschreibung als Salix cyanolimnea bezeichnet.

## Nachweise